# Парк путей
Парк путей — группа станционных путей одного назначения, специализированных в зависимости от характера и объёма работы станции.

## Общие сведения
На крупных станциях несколько станционных путей, специализированных на одной работе, объединяются одной стрелочной улицей или стрелочной горловиной в парк путей. Количество парков путей на промежуточных станциях составляет не более 2—3, на крупнейших сортировочных — до 10 и более. По взаимному расположению парков путей выделяют станции поперечного, полупоперечного и продольного типов.

## Устройство
К разбивке парков путей предъявляют два основных требования: центры всех стрелочных переводов на стрелочной улице должны располагаться на одной прямой линии, оси всех путей парка должны быть параллельными. При разбивке стрелочных улиц предельное отклонение центра стрелочного перевода от оси стрелочной улицы (поперечная ошибка) не должно превышать ±1 см.
Форма парка зависит от числа примыкающих к его горловинам путей (главных, соединительных, вытяжных), числа путей в самом парке и конструкции стрелочных улиц. Элементарные формы парков имеют только один путь на входе в горловину и простейшие стрелочные улицы. При числе путей в парке не более 5 применяется парк в форме трапеции.
На станциях устраивают также парки путей со стрелочными улицами под двойным углом крестовины, пучкообразные и т д. При значительном числе путей в парке выбирается такое сочетание стрелочных улиц, которое обеспечивает наименьшее расстояние от входной стрелки до наиболее отдаленного предельного столбика. Если парк путей предназначен для приема — отправления поездов, то наиболее короткий путь должен иметь заданную полезную длину пути для данной станции, а другие пути имеют излишнюю длину.

## Специализация
В зависимости от специализации на определенной работе, выделяют парки путей:
- приемо-отправочные — предназначенные для приема и отправления поездов;
- сортировочные — для переработки вагонов;
- погрузочные — для производства операций по погрузке-выгрузке;
- тракционные — для ремонта локомотивов;
- экипировочные — для экипировка локомотивов водой и топливом;
- ремонтные — для ремонта вагонов грузового парка;
- технические — для обработки пассажирских поездов (очистка, дезинфекция, промывка, группировка вагонов и пр.)
- ранжирные — для формирования и отстоя пассажирских поездов;
- местные — на станциях с большим вагонопотоком, для которого требуется подборка вагонов по группам или пунктам выгрузки;
- транзитные — для приема и отправления поездов без переработки.

Также, в зависимости от специализации с работой поездов одного направления, выделяют четные и нечетные парки.